# Lê Văn Đông
Lê Văn Đông (sinh 1999) là Reviewer, Youtuber Việt Nam. Anh từng là reviewer của kênh Truesmart rồi chuyển sang kênh youtube Shopdunk trước khi chuyển sang thành lập kênh youtube riêng là Lê Văn Đông Official.
Anh có rất nhiều video triệu view về thủ thuật công nghệ, mẹo hay, video hài hước khiến cho rất nhiều bạn trẻ thích thú.